# Pas Pichachén
El Pas Pichachén (castellà: Paso Pichachén) és un coll fronterer entre les repúbliques de Xile i Argentina, situat en la serralada dels Andes a una altura de 2.060 metres sobre el nivell mitjà del mar. Uneix la VIII Regió del Bío-Bío, Xile amb la Província del Neuquén, Argentina.

## Galeria

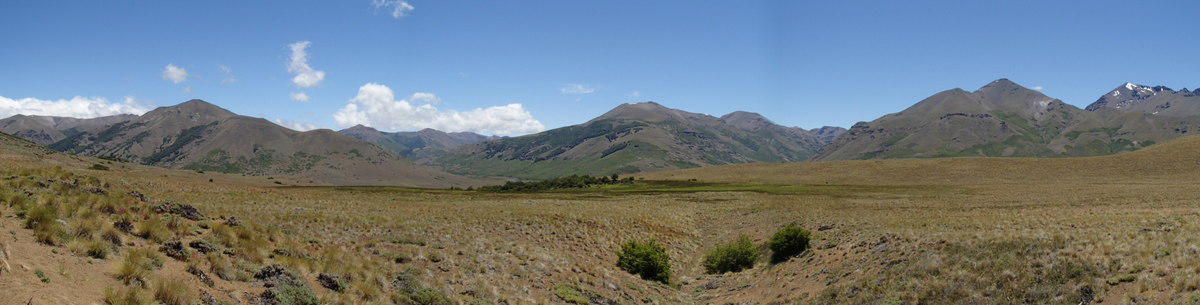
Pas Pichachén, costat argentí.
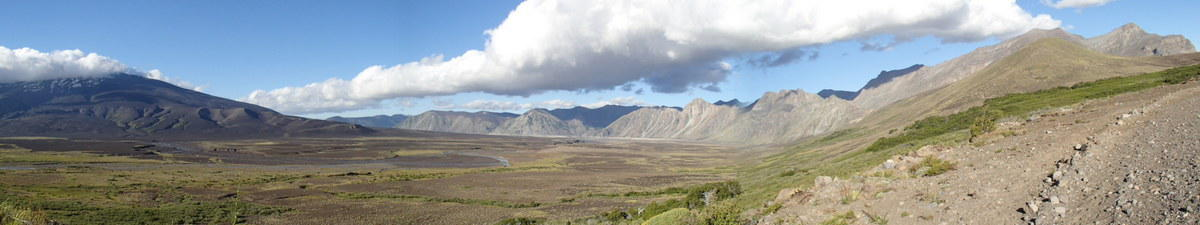
Pas Pichachén, costat xilè.
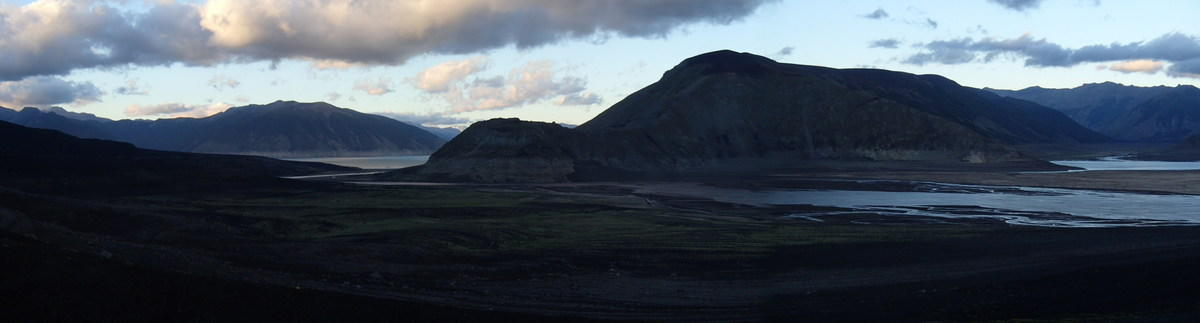
La Laguna del Laja